# Anthreptes rhodolaemus
El suimanga gorjirrojo (Anthreptes rhodolaemus) es una especie de ave paseriforme de la familia Nectariniidae propia del sudeste asiático.

## Distribución y hábitat
Se encuentra en la península malaya, Sumatra, Borneo. Su hábitat natural son los bosques húmedos tropicales. Está amenazado por la pérdida de hábitat.